# Slow Ride
Slow Ride es una canción escrita por "Lonesome" Dave Peverett y grabada por el grupo de rock Foghat, apareciendo por primera vez en su disco Fool for the City (1975). La canción ha sido su más grande éxito, alcanzando el lugar número 20 de las listas de Estados Unidos. También aparece en el álbum en vivo Foghat Live (1977), que fue su disco más vendido con más de dos millones de copias.
En 2009 fue nombrada la 45° mejor canción en la lista VH1 Greatest Hard Rock Songs. Existen cuatro versiones de esta canción en el mercado. La versión original del LP Fool for the City tiene una duración de 8 minutos y 15 segundos. La única versión, que se encuentra en varias recopilaciones, se limitó a 3:56 con un fade out final. La versión de 1977 en vivo tiene una duración de 8:21 y la de 2007 una duración de 9:44.
Hay una versión del juego Guitar Hero 3 que tiene la versión del fade out pero sin este efecto y con la parte final, durando la pista 4:12

## Cultura popular
Slow Ride ha tenido muchas apariciones en lo popular entre ellas:

### Cine
- Top Gun: Maverick
- De Corral
- Dazed and Confused
- FM
- El Viaje De Sus Vidas
- Wild Hogs

### Televisión
- Dexter
- Family Guy
- Malcolm in the Middle
- Spin City
- Seinfeld
- My Name Is Earl
- The Sopranos
- Cavemen
- American Idol , por Allison Iraheta y Adam Lambert.*(8**
- That '70s Show
- The Good Guys
- Supernatural
- 12 monkeys
- Hawaii Five-0
- Cougar Town

### Videojuegos
- Grand Theft Auto: San Andreas
- Roadkill
- Guitar Hero III: Legends of Rock

"Slow Ride" también ha sido utilizado en la publicidad, por Carl's Jr. y también por Honda.
- Datos: Q3288306